# Витановиће
Витановиће је насеље у општини Лепосавић на Косову и Метохији. Према процени из 2011. године било је 20 становника.
Припада месној заједници Лепосавић. Село се налази са десне стране средњег тока Дренске реке, десне притоке Ибра и асфалтног пута Дрен — Бело Брдо на југозападним обронцима планине Копаоник. Ово село је удаљено 11 km од Лепосавића. По постанку село спада у млађа насеља, јер га у писаним изворима под овим именом нема. Под данашњим именом први пут се помиње у Попису босанских спахија из 1711. године. Верује се да је село добило назив од имена рода Витановић или мушког имена Вита.

## Демографија
- попис становништва 1948: 57
- попис становништва 1953: 64
- попис становништва 1961: 76
- попис становништва 1971: 87
- попис становништва 1981: 66
- попис становништва 1991: 50

У насељу 2004. године живи 46 становника у 13 домаћинства. Данашњи родови су: Васиљевићи (10 домаћинстава), Јовановићи (2 домаћинства) и Јаковљевићи (1 домаћинство). По попису од 1921. године у Витановићу је било само 33 становника и 5 домаћинстава.